# Фудбалски савез Суринама
Фудбалски савез Суринама (хол. Surinaamse Voetbal Bond (SVB)) је управно тело фудбала у Суринаму. Седиште се налази у Парамарибу, а председавајући је Џон Кришнада.
Савез је основан 1. октобра 1920. године и повезан је са ФИФАом од 1929. године. Попут фудбалских савеза суседних земаља Француске Гвајане и Гвајане, СВБ није повезан са јужноамеричком континенталном федерацијом КОНМЕБОЛ, већ са северно и централноамеричком КОНКАКАФ.
Највиша дивизија коју организује СВБ је национална Хофдкласе, такмичење које такође промовише државног првака. Ерсте класе је друго такмичење које се организује на националном нивоу. Осим тога, турнир удружења чланица спада под бригу СВБа. Удружење такође организује турнир за Куп Суринама и Куп председника, суринамски суперкуп. СВБ је такође одговоран за различите националне тимове, као што су Суринамска фудбалска репрезентација, Суринамски олимпијски тим и Суринамски женски тим.
Основана 1920. године, Суринамски фудбалски савез није био први званични фудбалски савез Суринама, њихов главни конкурент као управљачко тело у земљи била је НГВБ (Холандски фудбалски савез Холандске Гвајане). Пре оснивања 1920. у Суринаму је постојало још једно управљачко тело са истим именом, које је основано 1914. Било је много неслагања између оба удружења, све док председник Емиле де ла Фуенте није решио њихове разлике током церемоније отварања Националног стадиона.
Оснивањем СВБа, развој фудбала у земљи достигао је нови ниво. Било је боље организовано у складу са правилима Холандског фудбалског савеза (НВБ).
Нека од тих правила у годинама оснивања укључивала су:
- Меч траје 2х25 минута са паузом од 5 минута.
- Постојала је посебна комисија именованих судија.
- Ако утакмица није одлучена након продужетка, додељује се 10 додатних минута.